# مجزرة حي الكرامة
مجزرة حي الكرامة، هي مجزرة ارتكبها جيش الإحتلال الإسرائيلي خلال عدوانه على قطاع غزة في معركة طوفان الأقصى في منطقة الكرامة شمال غرب مدينة غزة، في يوم الثلاثاء الموافق للعاشر من أكتوبر 2023، إذ قامت طائرات الاحتلال ومدفعياته بتدمير الحي بسيل من الغارات المتواصلة التي شكلت حزاما ناريا واسعاً طالت المنشآت السكنية والطرق المؤدية إلى الحي ما أدى إلى تعذر وصول طواقم الإسعاف والمساعدة الطبية إلى المكان لإغاثة الضحايا. وقد وثَّق ناشطون فلسطينيون ومنصات رسمية مشاهد تظهر حجم الدمار، إلى جانب انتشال شهداء وجرحى من منطقة حي الكرامة ما يظهر أنَّ المنطقة تعرضت لإبادة كاملة. وقد قام جيش الاحتلال بإستخدام قنابل الفسفور المُحرمة دوليًا في قصف هذا الحي.

وقال المتحدث باسم وزارة الداخلية والأمن الوطني إياد البزم:
"طائرات الاحتلال ومدفعيته تقوم بتدمير حي الكرامة شمال غرب مدينة غزة بسيل من الغارات المتواصلة، ووجود أعداد من الشهداء والجرحى، وسيارات الإسعاف والدفاع المدني غير قادرة على الوصول للمنطقة بفعل كثافة الغارات وتدمير الطرق المؤدية."

- إياد البزم، الثلاثاء 10 أكتوبر 2023.
ويأتي هذا ضمن تكثيف جيش الاحتلال الإسرائيلي غاراته على قطاع غزة لليوم الرابع على التوالي مخلفًا وراءه 922 شهيدًا منهم 260 طفلاً و230 سيدة ونحو 2650 إصابة، كما أعلنت وزارة الصحة الفلسطينية، في أحدث إحصائية لها. وأشار بيان الوزارة إلى أنّ الاحتلال الإسرائيلي أباد نحو 22 عائلة فلسطينية تتضمن قرابة 150 شهيداً، لافتاً إلى أنّ العدوان تسبب في تشريد أكثر من 140 ألف مواطن إلى مراكز الإيواء وساحات المستشفيات في ظروفٍ قاسية لا يمكن تحمل تبعاتها على كبار السن والنساء والأطفال والمرضى المزمنين.